# In My Mind
In My Mind je první sólové studiové album amerického hudebníka a producenta Pharrella Williamse. Vydáno bylo v červenci roku 2006 společnostmi Star Trak Entertainment a Interscope Records. V hitparádě Billboard 200 se umístilo na třetí příčce a za první týden se prodalo 142 000 kusů alba. Do různých písní z alba přispěli například Kanye West („Number One“), Gwen Stefani („Can I Have It Like That“), Snoop Dogg („That Girl“) a Jamie Cullum („You Can Do It Too“).

## Seznam skladeb
1. „Can I Have It Like That“ – 3:55
2. „How Does It Feel?“ – 3:36
3. „Raspy Shit“ – 3:35
4. „Best Friend“ – 4:41
5. „You Can Do It Too“ – 5:22
6. „Keep It Playa“ – 4:19
7. „That Girl“ – 4:01
8. „Angel“ – 2:45
9. „Young Girl“ / „I Really Like You“ – 8:14
10. „Take It Off (Dim the Lights)“ – 4:07
11. „Stay with Me“ – 4:07
12. „Baby“ – 4:06
13. „Our Father“ – 3:27
14. „Number One“ – 3:57
15. „Skateboard P Presents: Show You How to Hustle“ – 4:14
16. „Swagger International“ (bonus na japonském vydání) – 4:14